# كونرادو رولاندو
كونرادو رولاندو (مواليد 1903) هو مبارز بالسيف أوروغواياني، مثّل بلاده في الألعاب الأولمبية الصيفية 1924.

## روابط خارجية
كونرادو رولاندو على موقع أوليمبيديا (الإنجليزية)